# Paragonia nummularia
Paragonia nummularia är en fjärilsart som beskrevs av Heinrich Benno Möschler 1882. Paragonia nummularia ingår i släktet Paragonia och familjen mätare. Inga underarter finns listade i Catalogue of Life.